# Walckenaeria clavicornis
Walckenaeria clavicornis là một loài nhện trong họ Linyphiidae.
Loài này thuộc chi Walckenaeria. Walckenaeria clavicornis được James Henry Emerton miêu tả năm 1882.